# خواجه جمالی (بختگان)
خواجه جمالی، شهری در بخش مرکزی شهرستان بختگان در استان فارس ایران است.
این روستا در تاریخ ۳۱ خرداد ۱۴۰۲ به شهر تبدیل شد.

## مردم
مردم این شهر از ایل لر لشنی می‌باشند و به زبان لری سخن می‌گویند.

## جمعیت
بر پایه سرشماری عمومی نفوس و مسکن در سال ۱۳۹۵، جمعیت شهر خواجه جمالی برابر با ۳٬۳۹۴ نفر (۱٬۱۶۷ خانوار) بوده است.